# ليكسي إينسورث
الكسندرا «ليكسي» دانيال إينسورث (بالإنجليزية: Lexi Ainsworth)‏  (ولدت في 28 أكتوبر 1992) ممثلة تليفزيونية وسينمائية أمريكية، حصلت عن دوار «كريستينا دافيس» في المسلسل التلفزيوني المستشفى العام (2009)، على جائزة ايمى النهارية لأفضل ممثلة شابة في مسلسل درامي (2011), جائزة الفنان الصغير لأفضل ممثلة شابة في مسلسل درامي (2012), كما اشتهرت عن بدور البطولة «جيسيكا بيرنز» في فيلم فتاة مثلها (2015).

## روابط خارجية
- الموقع الرسمي
- ليكسي إينسورث على موقع IMDb (الإنجليزية)
- ليكسي إينسورث على موقع قاعدة بيانات الفيلم (الإنجليزية)
- Lexi Ainsworth talks about abuse storyline